# Viktor Shamburkin
Viktor Shamburkin (Leningrado, 12 de octubre de 1931 – Moscú, 11 de mayo de 2018) fue un tirador deportivo soviético y turkmeno. Consiguió la medalla de oro en los Juegos Olímpicos de Roma 1960 en la modalidad del rifle de tres posiciones de 50 metros.